# SummerSlam
SummerSlam – cykl corocznych gal profesjonalnego wrestlingu produkowanych w sierpniu przez federację WWE i nadawanych w systemie pay-per-view oraz na WWE Network. Pierwsze SummerSlam odbyło się 29 sierpnia 1988 w Madison Square Garden w Nowym Jorku i było transmitowane w systemie pay-per-view, w odróżnieniu od pierwszego Royal Rumble, które było transmitowane w zwykłej telewizji na USA Network. Nazywane "The Biggest Party of the Summer", SummerSlam należy do gal „wielkiej piątki”, czyli uznawanych przez WWE jako pięć największych gal pay-per-view w roku (wraz z Royal Rumble, WrestleManią, Money in the Bank i Survivor Series). Pomimo iż Royal Rumble generuje większą frekwencję na galach, SummerSlam jest uznawane przez WWE za ich drugą najważniejszą galę w roku, tuż za WrestleManią.
Począwszy od 2009, SummerSlam odbywało się ekskluzywnie w Staples Center w Los Angeles. Jednakże podczas SummerSlam w 2014 WWE zapowiedziało, iż każda kolejna edycja gali odbędzie się w Nowym Jorku.

## Historia

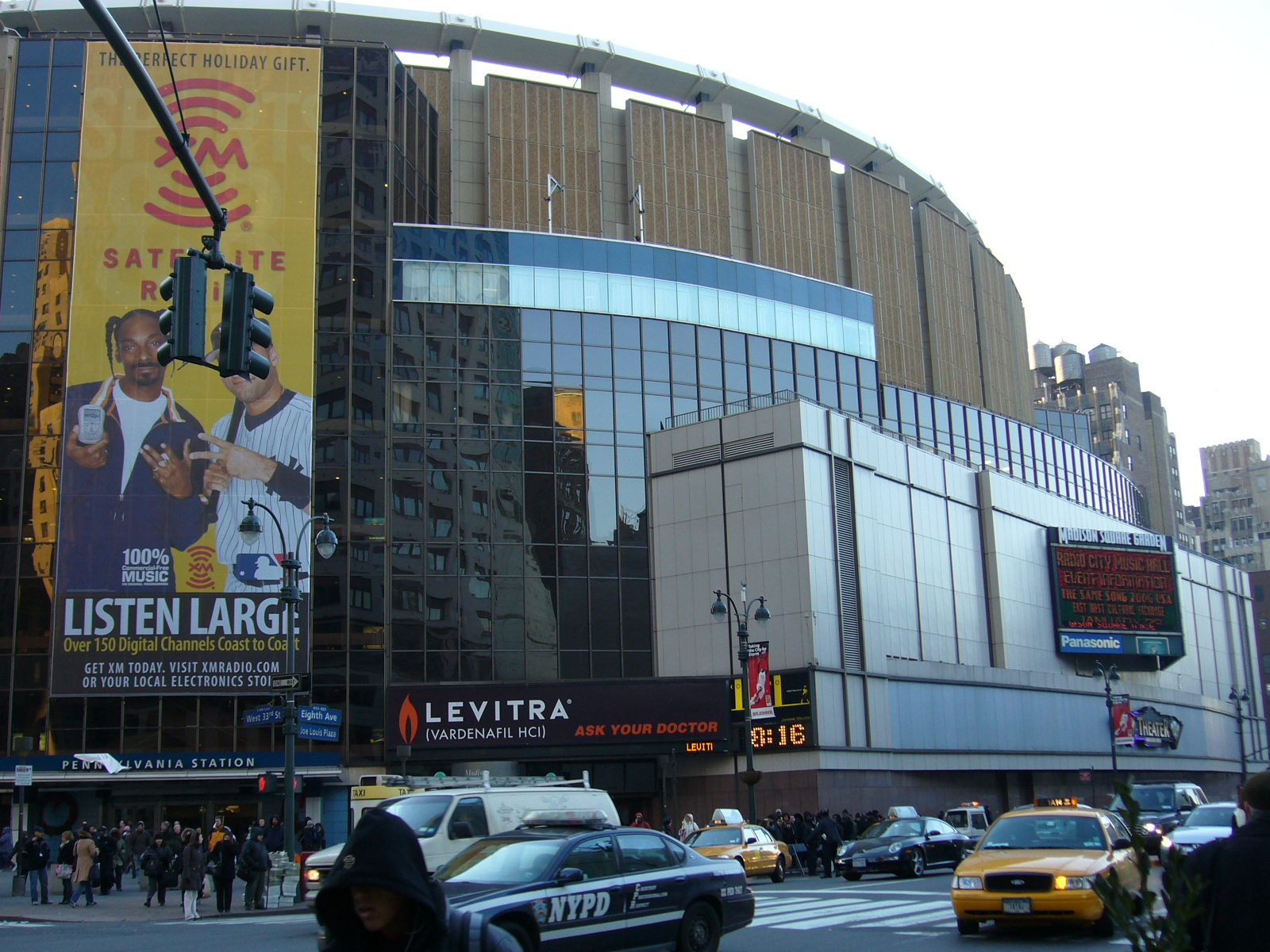
Madison Square Garden hostowało SummerSlam trzy razy: edycje z 1988, 1991 i 1998 roku.

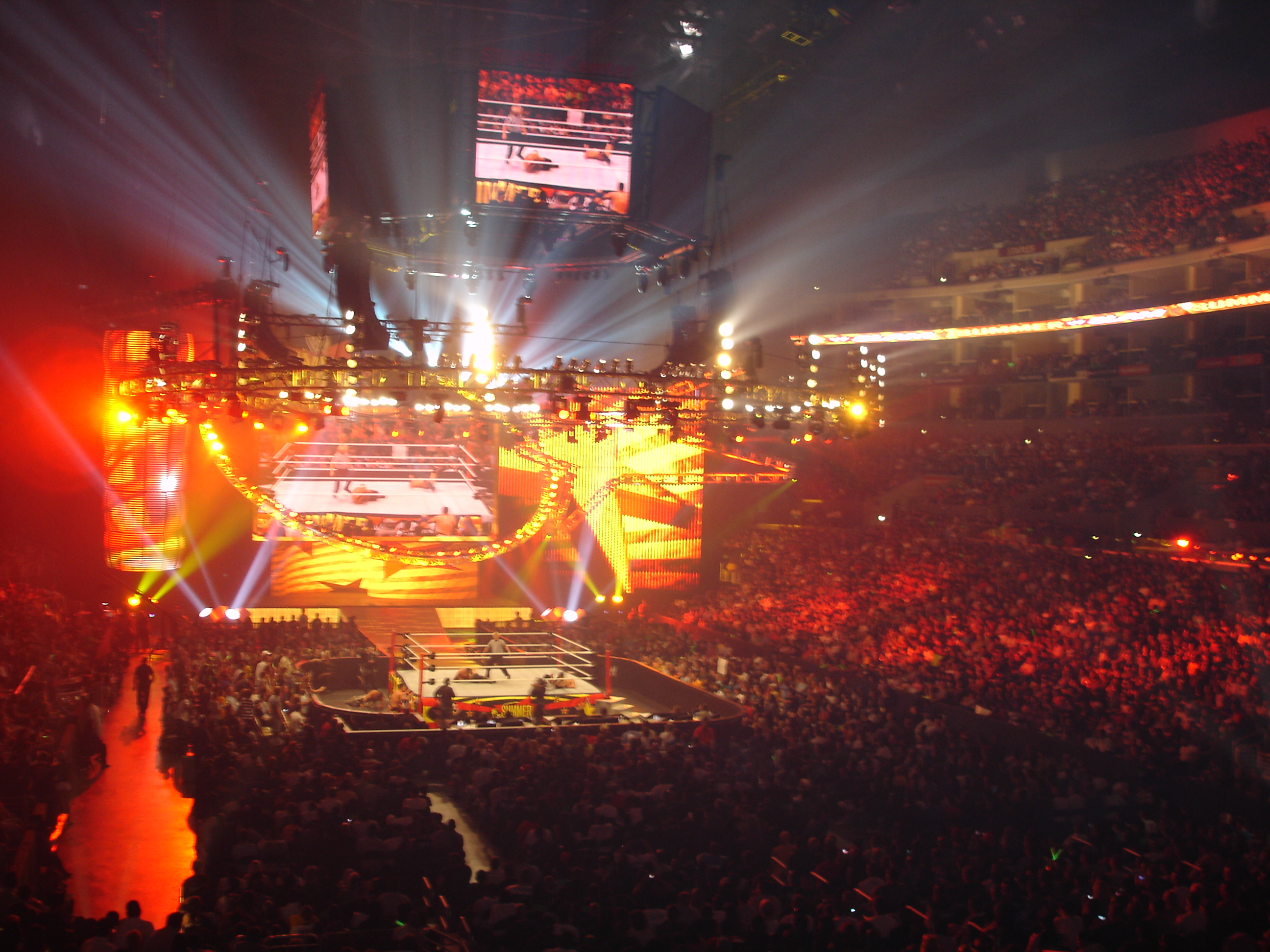
Od 2009 do 2014, SummerSlam miało miejsce ekskluzywnie w Staples Center.

W latach osiemdziesiątych, głównym rywalem World Wrestling Federation  było Jim Crockett Promotions (JCP). Na wzór owej federacji, Vince McMahon postanowił utworzyć własny główny cykl gal PPV, WrestleManię, na wzór odnoszącego sukcesy cyklu gal Starrcade. Po najbardziej udanej gali w historii pay-per-view profesjonalnego wrestlingu, WrestleManii III, McMahon stworzył cykl gal Survivor Series, którego pierwsza gala została wyemitowana w ten sam dzień do Starrcade, czyli w listopadzie 1987. Pokonując Crocketta w oglądalności telewizyjnej, McMahon stworzył Royal Rumble, cykl gal, której pierwsza gala została wyemitowana za darmo na USA Network w styczniu 1988, zaś jej transmisja pobiła rekord w ilości widzów oglądających galę, która wyniosła ponad osiem milionów. W odpowiedzi, Crockett stworzył gale Clash of the Champions, które było emitowane w momencie emitowania WrestleManii IV. WrestleMania IV zdobyła większe ratingi, i niedługo po tym, Crockett zbankrutował i sprzedał federację Tedowi Turnerowi, który zmienił jej nazwę na World Championship Wrestling (WCW).
Vince McMahon postanowił dodać jeszcze jeden cykl gal PPV ze względu na sukces poprzednich eventów. WrestleMania miała miejsce w marcu/kwietniu, Royal Rumble w styczniu, Survivor Series w listopadzie, więc McMahon stworzył gale w sierpniu i nazwał ją „SummerSlam”. Aby odciąć WWF od sukcesów zarobkowych, Turner zaczął emitować comiesięczne gale pay-per-view od WCW, wskutek czego obie federacje zaczęły zarabiać setki milionów dolarów. SummerSlam zostało jednym z najlepiej dochodowych cyklów gal World Wrestling Federation (później World Wrestling Entertainment) i ze względu na produkowanie cyklu już od lat 80., SummerSlam stało się częścią „wielkiej czwórki”, tuż obok Royal Rumble, WrestleManii i Survivor Series. Te cztery gale, wraz z King of the Ring, były znane jako "Classic Five".

## Lista gal
| Gala                                  | Lokalizacja                 | Arena                             | Walki wieczoru |
| ------------------------------------- | --------------------------- | --------------------------------- | --- |
| SummerSlam (1988) 29 sierpnia 1988    | Nowy Jork, Nowy Jork        | Madison Square Garden             | Hulk Hogan i Randy Savage vs. Ted DiBiase i André the Giant Tag Team match |
| SummerSlam (1989) 28 sierpnia 1989    | East Rutherford, New Jersey | Brendan Byrne Arena               | Hulk Hogan i Brutus Beefcake vs. Randy Savage i Zeus Tag Team match |
| SummerSlam (1990) 27 sierpnia 1990    | Filadelfia, Pensylwania     | Spectrum                          | The Ultimate Warrior (c) vs. Rick Rude Steel Cage match o WWF Championship |
| SummerSlam (1991) 26 sierpnia 1991    | Nowy Jork, Nowy Jork        | Madison Square Garden             | Hulk Hogan i The Ultimate Warrior vs. Sgt. Slaughter, Colonel Mustafa i General Adnan 2-on-3 Handicap match |
| SummerSlam (1992) 29 sierpnia 1992    | Londyn, Anglia              | Wembley Stadium                   | Bret Hart (c) vs. The British Bulldog Singles match o WWF Intercontinental Championship |
| SummerSlam (1993) 30 sierpnia 1993    | Auburn Hills, Michigan      | The Palace of Auburn Hills        | Yokozuna (c) vs. Lex Luger Singles match o WWF Championship |
| SummerSlam (1994) 29 sierpnia 1994    | Chicago, Illinois           | United Center                     | The Undertaker vs. „The Undertaker” Singles match |
| SummerSlam (1995) 27 sierpnia 1995    | Pittsburgh, Pensylwania     | Pittsburgh Civic Arena            | Diesel (c) vs. King Mabel Singles match o WWF Championship |
| SummerSlam (1996) 18 sierpnia 1996    | Cleveland, Ohio             | Gund Arena                        | Shawn Michaels (c) vs. Vader Singles match o WWF Championship |
| SummerSlam (1997) 3 sierpnia 1997     | East Rutherford, New Jersey | Continental Airlines Arena        | The Undertaker (c) vs. Bret Hart Singles match o WWF Championship |
| SummerSlam (1998) 30 sierpnia 1998    | Nowy Jork, Nowy Jork        | Madison Square Garden             | Stone Cold Steve Austin (c) vs. The Undertaker Singles match o WWF Championship |
| SummerSlam (1999) 22 sierpnia 1999    | Minneapolis, Minnesota      | Target Center                     | Stone Cold Steve Austin (c) vs. Mankind vs. Triple H Triple Threat match o WWF Championship |
| SummerSlam (2000) 27 sierpnia 2000    | Raleigh, North Carolina     | Entertainment and Sports Arena    | The Rock (c) vs. Kurt Angle vs. Triple H Triple Threat match o WWF Championship |
| SummerSlam (2001) 19 sierpnia 2001    | San Jose, Kalifornia        | Compaq Center                     | Booker T (c) vs. The Rock Singles match o WCW Championship |
| SummerSlam (2002) 25 sierpnia 2002    | Uniondale, Nowy Jork        | Nassau Veterans Memorial Coliseum | The Rock (c) vs. Brock Lesnar Singles match o WWE Undisputed Championship |
| SummerSlam (2003) 24 sierpnia 2003    | Phoenix, Arizona            | America West Arena                | Triple H (c) vs. Chris Jericho vs. Kevin Nash vs. Shawn Michaels vs. Randy Orton vs. Goldberg Elimination Chamber match o World Heavyweight Championship                                                                       |
| SummerSlam (2004) 15 sierpnia 2004    | Toronto, Ontario            | Air Canada Centre                 | Chris Benoit (c) vs. Randy Orton Singles match o World Heavyweight Championship |
| SummerSlam (2005) 21 sierpnia 2005    | Waszyngton                  | MCI Center                        | Hulk Hogan vs. Shawn Michaels Singles match |
| SummerSlam (2006) 20 sierpnia 2006    | Boston, Massachusetts       | TD Banknorth Garden               | Edge (c) vs. John Cena Singles match o WWE Championship |
| SummerSlam (2007) 26 sierpnia 2007    | East Rutherford, New Jersey | Continental Airlines Arena        | John Cena (c) vs. Randy Orton Singles match o WWE Championship |
| SummerSlam (2008) 17 sierpnia 2008    | Indianapolis, Indiana       | Conseco Fieldhouse                | The Undertaker vs. Edge Hell in a Cell match |
| SummerSlam (2009) 23 sierpnia 2009    | Los Angeles, Kalifornia     | Staples Center                    | Jeff Hardy (c) vs. CM Punk Tables, Ladders and Chairs match o World Heavyweight Championship |
| SummerSlam (2010) 15 sierpnia 2010    | Los Angeles, Kalifornia     | Staples Center                    | John Cena, Daniel Bryan, Edge, Chris Jericho, Bret Hart, R-Truth i John Morrison vs. Wade Barrett, Justin Gabriel, Heath Slater, David Otunga, Skip Sheffield, Michael Tarver i Darren Young 7-on-7 elimination tag team match |
| SummerSlam (2011) 14 sierpnia 2011    | Los Angeles, Kalifornia     | Staples Center                    | CM Punk (c) vs. Alberto Del Rio Singles match o WWE Championship |
| SummerSlam (2012) 19 sierpnia 2012    | Los Angeles, Kalifornia     | Staples Center                    | Brock Lesnar vs. Triple H No Disqualification match |
| SummerSlam (2013) 18 sierpnia 2013    | Los Angeles, Kalifornia     | Staples Center                    | Daniel Bryan (c) vs. Randy Orton Singles match o WWE Championship |
| SummerSlam (2014) 17 sierpnia 2014    | Los Angeles, Kalifornia     | Staples Center                    | John Cena (c) vs. Brock Lesnar Singles match o WWE World Heavyweight Championship |
| SummerSlam (2015) 23 sierpnia 2015    | Brooklyn, Nowy Jork         | Barclays Center                   | The Undertaker vs. Brock Lesnar Singles match |
| SummerSlam (2016) 21 sierpnia 2016    | Brooklyn, Nowy Jork         | Barclays Center                   | Brock Lesnar vs. Randy Orton Singles match |
| SummerSlam (2017) 20 sierpnia 2016    | Brooklyn, Nowy Jork         | Barclays Center                   | Brock Lesnar (c) vs. Roman Reigns vs. Braun Strowman vs. Samoa Joe Fatal 4-Way match o WWE Universal Championship |
| SummerSlam (2018) 19 sierpnia 2018    | Brooklyn, Nowy Jork         | Barclays Center                   | Brock Lesnar (c) vs. Roman Reigns Singles match o WWE Universal Championship |
| SummerSlam (2019) 13 sierpnia 2019    | Toronto, Ontario, Kanada    | Scotiabank Arena                  | Brock Lesnar (c) vs. Seth Rollins Singles match o WWE Universal Championship |
| SummerSlam (2020) 23 sierpnia 2020    | Orlando, Floryda            | Amway Center                      | Braun Strowman (c) vs. "The Fiend" Bray Wyatt Falls Count Anywhere match o WWE Universal Championship |
| SummerSlam (2021) 21 sierpnia 2021    | Paradise, Nevada            | Allegiant Stadium                 | Roman Reigns (c) vs. John Cena Singles match o WWE Universal Championship |
| SummerSlam (2022) 30 lipca 2022       | Nashville, Tennessee        | Nissan Stadium                    | Roman Reigns (c) vs. Brock Lesnar Last Man Standing match o Undisputed WWE Universal Championship |
| SummerSlam (2023) 5 sierpnia 2023     | Detroit, Michigan           | Ford Field                        | Roman Reigns (c) vs. Jey Uso Tribal Combat o Undisputed WWE Universal Championship i uznanie jako wódz plemienia Rodziny Anoaʻi                                                                                                |
| SummerSlam (2024) 3 sierpnia 2024     | Cleveland, Ohio             | Cleveland Browns Stadium          | Cody Rhodes (c) vs. Solo Sikoa Bloodline Rules match o Undisputed WWE Championship |
| SummerSlam (2025) 2 i 3 sierpnia 2025 | East Rutherford, New Jersey | MetLife Stadium                   | Noc 1: CM Punk vs. Seth Rollins Singles match o World Heavyweight Championship Noc 2: John Cena (c) vs. Cody Rhodes Street Fight o Undisputed WWE Championship                                                                 |
| SummerSlam (2026) 1 i 2 sierpnia 2026 | Minneapolis, Minnesota      | U.S. Bank Stadium                 | Noc 1: Noc 2: |
| TBD                                   | Indianapolis, Indiana       | Lucas Oil Stadium                 | Noc 1: Noc 2: |